# Miroslav Bogosavac
Miroslav Bogosavac (serbisch-kyrillisch Мирослав Богосавац; * 14. Oktober 1996 in Sremska Mitrovica) ist ein serbischer Fußballspieler.

## Karriere

### Verein
Bogosavac begann seine Karriere beim FK Partizan Belgrad. Zur Saison 2013/14 wurde er für zwei Jahre an den Zweitligisten FK Teleoptik verliehen. Mit Teleoptik stieg er jedoch 2014 in die dritte Liga ab. Zur Saison 2015/16 kehrte er wieder zu Partizan zurück. Sein Debüt in der SuperLiga gab er im Juli 2015, als er am zweiten Spieltag jener Saison gegen den FK Jagodina in der 30. Minute für Iwan Bandalowski eingewechselt wurde. Nach zwei Einsätzen für Partizan wurde er im August 2015 ein zweites Mal an Teleoptik verliehen. Im Januar 2016 kehrte er wieder zu Partizan zurück. Bis zum Ende der Saison 2015/16 kam er zu 16 Einsätzen in der höchsten serbischen Spielklasse.
Nach weiteren drei Einsätzen in der Hinrunde 2016/17 wechselte Bogosavac im Februar 2017 zum Ligakonkurrenten FK Čukarički. Für Čukarički absolvierte er bis zum Ende der Spielzeit 15 Spiele in der SuperLiga. In der Saison 2017/18 kam er insgesamt zu 35 Ligaeinsätzen, 2018/19 zu 32. Nach zwölf weiteren in der Hinrunde der Saison 2019/20 wurde er im Februar 2020 nach Russland an Achmat Grosny verliehen. Im Juli 2020 wurde er von den Tschetschenen fest verpflichtet. Bis zum Ende der Saison 2019/20 kam der Außenverteidiger zu zehn Einsätzen in der Premjer-Liga.

### Nationalmannschaft
Bogosavac spielte im Dezember 2013 einmal für die serbische U-18-Auswahl. Von März 2014 bis März 2015 kam er zu sieben Einsätzen für die U-19-Mannschaft. Im Juni 2017 nahm er mit der U-21-Auswahl, für die er bis dahin noch nie gespielt hatte, an der EM teil. Während des Turniers blieb ihm jedoch sein Debüt verwehrt, die Serben schieden bereits in der Vorrunde aus. Sein erstes Spiel machte er schließlich im September 2017. Mit den Serben qualifizierte er sich auch für die darauffolgende EM im Juni 2019, für die er wieder nominiert wurde. Während des Turniers kam er zu drei Einsätzen, Serbien schied jedoch punktelos in der Gruppenphase aus.
Im März 2019 debütierte Bogosavac für die A-Nationalmannschaft, als er in einem Testspiel gegen Deutschland in der Startelf stand.